# Décennie 1190 en arts plastiques
Cette page concerne les années 1190 en arts plastiques.